# Кирил Братанов
Кирил Цочев Братанов е български учен ветеринар, академик на БАН.

## Биография
Роден е на 5 март 1911 г. в Луковит и израснал в семейна среда на учители. След завършване на ветеринарна медицина в София (1935) и активна дейност като ветеринарен лекар Кирил Братанов е изпратен на специализация по животновъдство в Букурещ (1938) и биология на размножаването и изкуствено осеменяване в Милано (1941).
През 1946 г. специализира в Москва.
Започва преподавателска дейност като асистент в Катедрата по физиология и биохимия на домашните животни при Ветеринарномедицинския факултет към Софийския университет. Следва бързото му израстване като доцент (1947; същата година става и член на Комунистическата партия). По време на Биологическата конференция, проведена през април 1949, Кирил Братанов се изказва в духа на мичуринската биология и на учението на Лисенко за влиянието на възпитанието на организмите върху тяхната наследственост.
Братанов става професор (1954) и ръководител на Катедра „Акушерство и изкуствено осеменяване“ при Зоотехническия факултет на Висшия селскостопански институт „Георги Димитров“ в София. През 1958 г. е избран за член-кореспондент на Българската академия на науките, а през 1967 г. – за академик.
През 1943 г. е назначен за директор на създадения през 1938 г. Институт по развъдни болести и изкуствено осеменяване и остава негов ръководител до края на живота си.
Акад. Братанов заема редица отговорни постове: ректор на Висшия селскостопански институт (1956 – 1967), зам.-председател на Академията на селскостопанските науки (1962 – 1982), директор на Единния център по биология при Българската академия на науките (1976 – 1986). През 1976 г. Институтът по развъдни болести и изкуствено осеменяване преминава в структурата на Българска академия на науките, като Институт по биология и имунология на размножаването и развитие на организмите, преименуван по-късно като Институт по биология и имунология на размножаването.
Изключително е мястото на Кирил Братанов в историята на Съюза на научните работници в България (днес Съюз на учените в България). Братанов е не само член-основател (1944), но и участник в съюзното ръководство от първия момент на функциониране на организацията. До 1948 г. той е негов първи секретар, до 1962 г. е главен секретар на съюза, негов дългогодишен председател (1962 – 1986). През 1948 г. СНРБ се присъединява към Световната федерация на научните работници и акад. Братанов е избран за член на Изпълнителния ѝ съвет, а по-късно през 1976 г. и за неин заместник-председател. Дълги години е член на редакционната колегия на сп. „Научен свят“.
По инициатива на акад. Братанов през 1975 г. по време на 3-тия Международен симпозиум по имунология на репродукцията във Варна се учредява Международна асоциация по имунология на репродукцията и за първи неин председател е избран акад. К. Братанов.
Широка е обществената дейност на акад. Кирил Братанов. В продължение на осем години (1968 – 1976) той е председател на Дружеството за разпространение на знания „Георги Кирков“. През 1948 г. е избран за член на Националния комитет за мир. От 1968 г. е член на Постоянния комитет на Пъгуошкото движение на учените за мир и участва активно в работните групи към ЮНЕСКО и Световната здравна организация. В периода 1963 – 1972 г. е заместник-председател на Академията на селскостопанските науки.
Той е автор и съавтор на множество научни монографии, учебници и ръководства, на повече от 300 научноизследователски труда, на повече от 500 статии, свързани с развитието на селското стопанство в България, с научната и културна политика на страната и над 200 научнопопулярни и аналитично-обзорни статии.
Умира на 16 октомври 1986 г. в София.

## Признание и награди
За ранните си разработки получава Димитровска награда през 1951 г.
Акад. Братанов е удостояван с високи национални отличия, като орден „Кирил и Методий“ I степен (1971 и 1981), почетно звание Народен деятел на науката (1974), медал „1300 години от създаването на българската държава“.
За дейността си е удостояван с много награди, сред които френския медал „Бруже“ за заслуги в областта на науката, медала „Ладзаро Спаланцани“, почетния медал на Испанската ветеринарно-медицинска академия, почетния знак на Илинойския университет в САЩ, както и медала „Ф. Ж. Кюри“ от Световния съвет за мир. Акад. Братанов е избран за член на редица чуждестранни академии на науките, като Френската ветеринарна академия, Италианската аграрна академия, Германската селскостопанска академия, Испанската ветеринарно-медицинска академия, Белгийската кралска медицинска академия. През 1980 г. е удостоен с голямата награда на Пастьоровия институт в Париж – медала „Луи Пастьор“ за неговите научни трудове в областта на имунологията на репродукцията.
Научната общност оценява положително приносите на Кирил Братанов към въпросите на имунологията на размножаването, включително и опитите за преодоляване на видовата бариера и за създаване на хибриди овца-коза. 

## Посмъртно признание
През 1987 г., след смъртта на акад. Братанов, е взето решение Институтът по биология и имунология на размножаването да носи името Институт по биология и имунология на размножаването „Акад. К. Братанов“.